# Luis Álvarez Gómez
Luis Álvarez Gómez (Madrid, España, 3 de marzo de 1959) es un exvoleibolista español. Comenzó su carrera en el voleibol con 13 años en las filas de la Institución Paloma pasando a jugar con 16 años en el Real Madrid debutando con el primer equipo dos años más tarde con el que conseguiría 3 ligas y 3 copas. Tras pasar dos años en el Club Vigo Voleibol, ficha en 1981 por el Son Amar Palma, equipo en el que estaría hasta su retirada en 1990.

## Selección nacional
Debuta en 1978 con la Selección española, con la que alcanzó un total de 187 internacionalidades con España.